# Illice rosacea
Illice rosacea är en fjärilsart som beskrevs av William Schaus 1896. Illice rosacea ingår i släktet Illice och familjen björnspinnare. Inga underarter finns listade i Catalogue of Life.